# Campeonato Santomense de 2016
O Campeonato Santomense de 2016 foi a 31ª edição do Campeonato Santomense de Futebol, competição nacional de São Tomé e Príncipe.
Neste ano, tivemos 18 clubes na 1ª Divisão, sendo 12 na Ilha de São Tomé e 6 na Ilha do Príncipe. O vencedor do torneio foi a equipa do Sporting Praia Cruz, que classificou-se para a fase preliminar da Liga dos Campeões da CAF de 2017.

## Final do Campeonato
Pelo segundo ano consecutivo, tivemos dois representantes do Sporting Clube como finalistas do torneio. A final foi disputada em dois jogos entre o Sporting Clube do Príncipe e o Sporting Praia Cruz, da Ilha de São Tomé, campeões das ligas insulares.
Partidas:
| 14 de dezembro de 2016 | Sporting Praia Cruz | 2 - 1     | Sporting Clube do Príncipe | Campo de Sundy, Sundi |
| 12:00 UTC+1            |                     | Relatório |                            |                       |

| 20 de dezembro de 2016 | Sporting Clube do Príncipe | 2 - 2     | Sporting Praia Cruz | Estádio Nacional 12 de Julho, Cidade de São Tomé |
| 12:00 UTC+1            |                            | Relatório |                     |                                                  |

## Premiação
| Campeonato Santomense de 2016             |
| São Tomé e Príncipe                       |
| ----------------------------------------- |
| Sporting Praia Cruz Bicampeão (8º título) |